# اتیو تلکام
اتیو تلکام (انگلیسی: Ethio telecom) شرکت مخابرات اتیوپیایی است، که در سال ۲۰۱۰ تأسیس شد.